# Ronheider Rampe

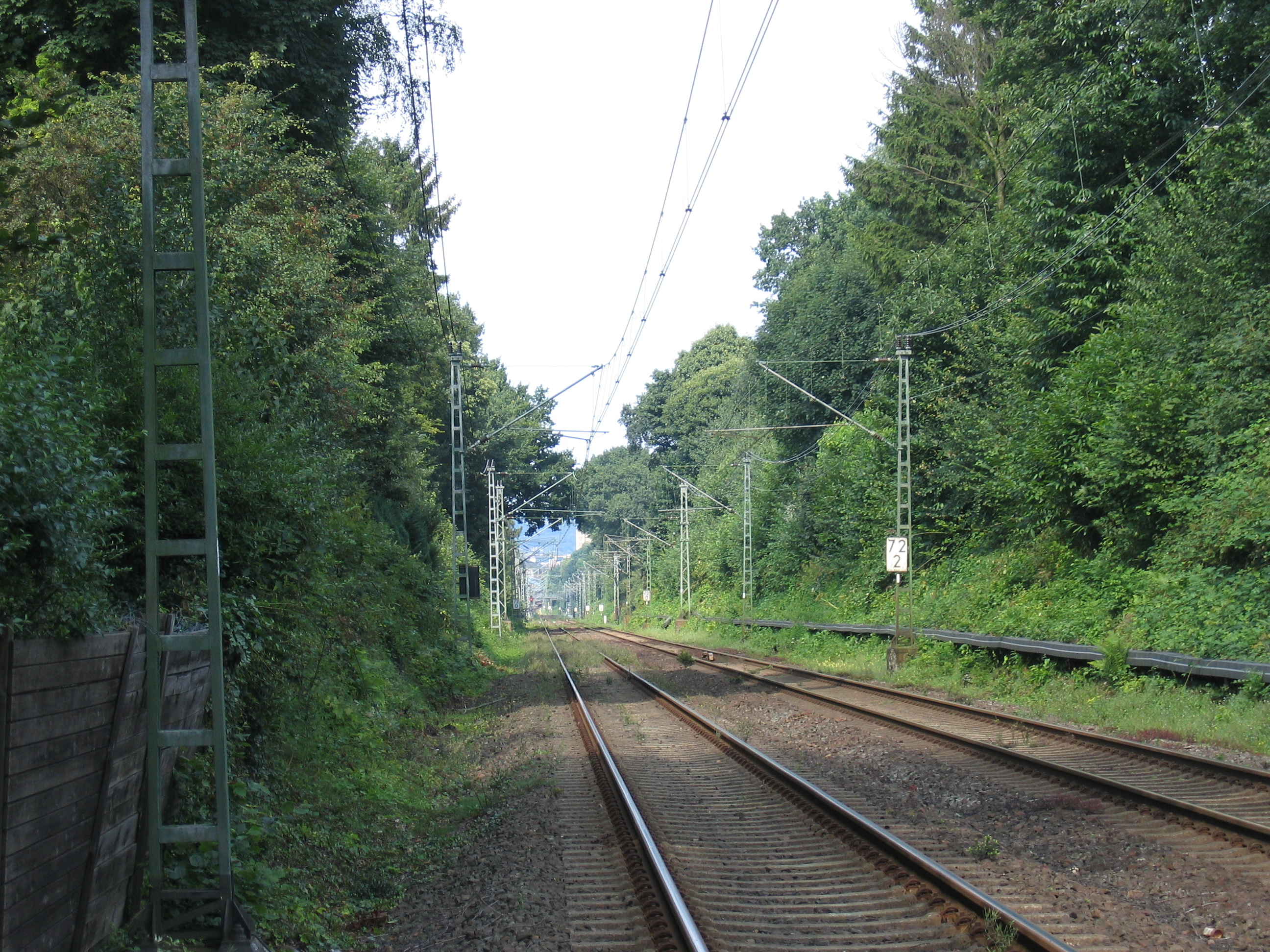
Ein Teilstück der Rampe, Blickrichtung abwärts

Die Ronheider Rampe, in älterer Literatur auch Geneigte Ebene der rheinischen Bahn bei Aachen genannt, ist eine der ältesten Steilstrecken im deutschen Eisenbahnnetz. Sie wurde 1843 eröffnet und dient seitdem dem Fernverkehr zwischen Deutschland und Belgien. In den ersten Betriebsjahren wurden Züge über sie durch einen von einer ortsfesten Dampfmaschine angetriebenen Seilzug befördert.

## Bau
Der 1838 begonnene Bau der heutigen Bahnstrecke Aachen–Lüttich war das Ergebnis langwieriger Verhandlungen zwischen der Rheinischen Eisenbahngesellschaft und einem Ausschuss hochrangiger Aachener Persönlichkeiten, unter anderem des Präsidenten der Handelskammer Aachen, David Hansemann, des Aachener Regierungspräsidenten Adolf Heinrich Graf von Arnim-Boitzenburg und des Tuch- und Nadelfabrikanten Philipp Heinrich Pastor, die sich dafür eingesetzt haben, dass entgegen der ursprünglich geplanten weiträumigen Umgehung Aachens die Trasse doch über Aachen und das Wesertal nach Lüttich verläuft. Zwischen dem heutigen Aachener Hbf und dem vor dem Portal des anschließenden Buschtunnels gelegenen Bahnhof Ronheide musste die Bahnstrecke aufgrund des Anstiegs zum Aachener Wald über einen 2086 m langen Streckenabschnitt als Steilstrecke mit einer Steigung von 26,5 ‰ angelegt werden. Am 13. Oktober 1843 wurde die Strecke in Betrieb genommen. Da die damaligen Dampflokomotiven als nicht ausreichend leistungsfähig eingeschätzt wurden, erhielt die Ronheider Rampe zur Überwindung der insgesamt 55 m Höhenunterschied einen Seilzugbetrieb mit stationärer Dampfmaschine, vergleichbar der wenige Jahre zuvor eröffneten Steilrampe Erkrath–Hochdahl.

## Seilzugbetrieb
Die Dampfmaschine wurde im Bahnhof Ronheide, am oberen Ende der insgesamt 2 km langen und geraden Rampenstrecke errichtet. Im Maschinenhaus wurde eine 200 PS starke Dampfmaschine installiert, zudem die Spannvorrichtung für das verwendete Endlosseil. An beiden Rampenenden befanden sich Umlenkrollen. Die Züge wurden ohne Lokomotiven befördert, stattdessen wurden schwere, sechsrädrige sogenannte Bremsschlitten angekuppelt, die wiederum mittels Zangen in das in Gleismitte auf insgesamt 420 Rollen laufende Seil eingeklammert wurden. Bei Talfahrt dienten die Bremswagen ohne Nutzung des Seilzuges zur Kontrolle der Fahrtgeschwindigkeit. Die Verständigung zwischen Berg- und Talstation erfolgte durch den ersten bei der Eisenbahn verwendeten elektromagnetischen Telegrafen.
Das Seil musste aufgrund der großen Abnutzung im Schnitt alle zweieinhalb Jahre erneuert werden. 1853 waren auch größere Reparaturen der Dampfmaschine erforderlich. In dieser Zeit wurden Lokomotiven eingesetzt. Die positiven Erfahrungen damit führten im Jahr 1854 zum Entschluss, den Seilzugbetrieb aufzugeben. Er wurde durch Lokomotivbetrieb mit Zuglok und zwei Schiebeloks ersetzt, was sich als rund 50 % günstiger erwies.

## Weitere Entwicklung
Die Strecke Aachen – Lüttich wurde zur wichtigsten Verbindung zwischen dem Rheinland und Belgien. Der gesamte Fernverkehr zwischen Paris, Brüssel und Köln wurde über diese Rampe geführt, einschließlich berühmter Luxuszüge wie dem Nord-Express oder dem Ostende-Wien-Express. Der hohe Aufwand durch den Einsatz von Schiebelokomotiven führte dazu, dass nach der Jahrhundertwende eine neue Rampe mit geringerer Steigung geplant wurde. Man entschied sich zunächst, westlich der alten eine neue Strecke mit einer Neigung von 10 ‰ anzulegen und den Buschtunnel durch einen parallelen, tiefer gelegenen, etwa 2,2 km langen Tunnel zu ersetzen. Proteste und ungünstige geologische Bedingungen im Bereich des neuen Tunnels führten 1909 zum Abbruch der 1907 begonnenen Arbeiten. Anschließend wurde eine große Schleifenstrecke unter teilweiser Mitnutzung der zum Gemmenicher Tunnel verlaufenden Bahnstrecke Welkenraedt–Aachen West entworfen. Die Umsetzung dieses Planes verhinderte schließlich der Ausbruch des Ersten Weltkrieges. 1917 wurde die Verbindungsbahn zur Bahnstrecke Aachen–Tongern eröffnet, was zu einer Erhöhung des Güterverkehrs über die Rampe führte.
Als Folge des Versailler Vertrags wurde der Bahnhof Ronheide nach Kriegsende Grenzbahnhof zu Belgien. Dies und die Überlastung durch die Schiebelokomotiven des Rampenbetriebs führten dazu, dass zunächst ein großer Ausbau des Bahnhofs geplant wurde. Letztlich wurde aber Aachen Hbf als Grenzbahnhof genutzt und der Halt von Personenzügen in Ronheide endete 1927, der Bahnhof wurde in Aachen Süd umbenannt. Er diente seitdem den sich dort vom Zug lösenden Schiebelokomotiven, die in Aachen Süd auf ihre Rückfahrt zum Hauptbahnhof warteten.
1966 wurde die Steilstrecke zusammen mit der gesamten Bahnstrecke Aachen – Lüttich auf elektrischen Betrieb umgestellt. Da der Aachener Hbf als Systemwechselbahnhof ausgeführt wurde, ist die Rampenstrecke mit dem belgischen 3 kV Gleichstrom elektrifiziert. Auf den Einsatz von Schiebelokomotiven kann aber trotz Elektrifizierung bei schweren Zügen bis heute nicht verzichtet werden. Nach Einführung des Thalys zwischen Köln und Paris sowie des ICE International zwischen Frankfurt am Main und Brüssel gibt es lediglich noch einzelne Nachtzüge, die einen entsprechenden Einsatz erforderlich machen. Planmäßigen Güterverkehr über die Ronheider Rampe gab es bis zum Beginn des Sommerfahrplans 1979, allerdings nur mit wenigen Zugpaaren, die meisten grenzüberschreitenden Güterzüge zwischen Deutschland und Belgien verkehrten und verkehren ab dem Bahnhof Aachen West über die Montzenroute durch den Gemmenicher Tunnel. Lediglich während der Bauarbeiten am Göhltalviadukt in den Jahren 2003 und 2004 gab es zahlreiche Umleiterverkehre an Wochenenden über die Ronheider Rampe. 
Da die Systemtrennstelle bis 2025 von Aachen Hauptbahnhof auf die freie Strecke nach Hergenrath verlegt werden soll, wird die Fahrleitungsspannung von den belgischen 3 kV Gleichspannung auf die deutschen 15 kV Wechselspannung geändert. Dies bedeutet eine Erhöhung der Leistungsfähigkeit der Strecke und damit wird der Einsatz von Schiebelokomotiven obsolet.